# Inline-Alpin-Weltcup 2012
Der Inline-Alpin-Weltcup 2012 wurde vom 3. Juni bis 8. September 2012 ausgetragen. Vom 15. bis 19. August 2012 fand in Cham die Inline-Alpin-Weltmeisterschaften 2012 statt. Zum ersten Mal gehörten die Ergebnissen von der WM (Slalom und Riesenslalom) zur Weltcupwertung.

## Änderung 2012
Der Rennkalender umfasste sechs Weltcuporten in Europa. Neu in den Rennkalender hinzugekommen war Sigulda (Lettland), Cham und Steinenbronn (Deutschland). Dafür wurde Tuttlingen (Deutschland), Neukirchen (Österreich), Němčičky (Tschechen) und Moskau (Russland) aus dem Kalender gestrichen. Es gibt kein Streichergebnis mehr.

## Austragungsorte
Genua:
- 3. Juni 2012

 Turnov:
- 17. Juni 2012

 Degmarn:
- 1. Juli 2012

 Sigulda:
- 15. Juli 2012

 Cham:
- 18. und 19. August 2012

 Steinenbronn:
- 8. September 2012

## Teilnehmer
| Europa (8 Länder)                             | Europa (8 Länder)                              | Europa (8 Länder) |
| --------------------------------------------- | ---------------------------------------------- | ----------------- |
| - Deutschland - Italien - Kroatien - Lettland | - Österreich - Schweiz - Slowakei - Tschechien |                   |
| Asien (1 Land)                                |                                                |                   |
| - Japan                                       |                                                |                   |

## Weltcup-Übersicht

### Frauen
| 1. Weltcup in Genua, 3. Juni 2012 | 1. Weltcup in Genua, 3. Juni 2012 | 1. Weltcup in Genua, 3. Juni 2012 | 1. Weltcup in Genua, 3. Juni 2012 | 1. Weltcup in Genua, 3. Juni 2012 |
| --------------------------------- | --------------------------------- | --------------------------------- | --------------------------------- | --------------------------------- |
| Datum                             | Disziplin                         | Erster Platz                      | Zweiter Platz                     | Dritter Platz                     |
| 3. Juni 2012 (So.)                | Slalom                            | Ann-Kathrin Stolz (GER)           | Julia Grüning (GER)               | Susanne Weber (GER)               |

| 2. Weltcup in Turnov, 17. Juni 2012 | 2. Weltcup in Turnov, 17. Juni 2012 | 2. Weltcup in Turnov, 17. Juni 2012 | 2. Weltcup in Turnov, 17. Juni 2012 | 2. Weltcup in Turnov, 17. Juni 2012 |
| ----------------------------------- | ----------------------------------- | ----------------------------------- | ----------------------------------- | ----------------------------------- |
| Datum                               | Disziplin                           | Erster Platz                        | Zweiter Platz                       | Dritter Platz                       |
| 17. Juni 2012 (So.)                 | Slalom                              | Ann-Kathrin Stolz (GER)             | Manuela Schmohl (GER)               | Julia Grüning (GER)                 |

| 1. Michael Sandel Weltcup in Degmarn, 1. Juli 2012 | 1. Michael Sandel Weltcup in Degmarn, 1. Juli 2012 | 1. Michael Sandel Weltcup in Degmarn, 1. Juli 2012 | 1. Michael Sandel Weltcup in Degmarn, 1. Juli 2012 | 1. Michael Sandel Weltcup in Degmarn, 1. Juli 2012 |
| -------------------------------------------------- | -------------------------------------------------- | -------------------------------------------------- | -------------------------------------------------- | -------------------------------------------------- |
| Datum                                              | Disziplin                                          | Erster Platz                                       | Zweiter Platz                                      | Dritter Platz                                      |
| 1. Juli 2012 (So.)                                 | Slalom                                             | Ann Krystina Wanzke (GER)                          | Julia Grüning (GER)                                | Susanne Weber (GER)                                |

| 4. Weltcup in Sigulda, 15. Juli 2012 | 4. Weltcup in Sigulda, 15. Juli 2012 | 4. Weltcup in Sigulda, 15. Juli 2012 | 4. Weltcup in Sigulda, 15. Juli 2012 | 4. Weltcup in Sigulda, 15. Juli 2012 |
| ------------------------------------ | ------------------------------------ | ------------------------------------ | ------------------------------------ | ------------------------------------ |
| Datum                                | Disziplin                            | Erster Platz                         | Zweiter Platz                        | Dritter Platz                        |
| 15. Juli 2012 (So.)                  | Slalom                               | Ann Krystina Wanzke (GER)            | Susanne Weber (GER)                  | Alessandra Veit (GER)                |

| Inline-Alpin-Weltmeisterschaften in Cham, 18. und 19. August 2012 | Inline-Alpin-Weltmeisterschaften in Cham, 18. und 19. August 2012 | Inline-Alpin-Weltmeisterschaften in Cham, 18. und 19. August 2012 | Inline-Alpin-Weltmeisterschaften in Cham, 18. und 19. August 2012 | Inline-Alpin-Weltmeisterschaften in Cham, 18. und 19. August 2012 |
| ----------------------------------------------------------------- | ----------------------------------------------------------------- | ----------------------------------------------------------------- | ----------------------------------------------------------------- | ----------------------------------------------------------------- |
| Datum                                                             | Disziplin                                                         | Erster Platz                                                      | Zweiter Platz                                                     | Dritter Platz                                                     |
| 18. August 2012 (Sa.)                                             | Riesenslalom                                                      | Manuela Schmohl (GER)                                             | Ann Krystina Wanzke (GER)                                         | Julia Grüning (GER)                                               |
| 19. August 2012 (So.)                                             | Slalom                                                            | Ann-Kathrin Stolz (GER)                                           | Claudia Wittmann (GER)                                            | Ann Krystina Wanzke (GER)                                         |

| 5. Weltcup in Steinenbronn, 8. September 2012 | 5. Weltcup in Steinenbronn, 8. September 2012 | 5. Weltcup in Steinenbronn, 8. September 2012 | 5. Weltcup in Steinenbronn, 8. September 2012 | 5. Weltcup in Steinenbronn, 8. September 2012 |
| --------------------------------------------- | --------------------------------------------- | --------------------------------------------- | --------------------------------------------- | --------------------------------------------- |
| Datum                                         | Disziplin                                     | Erster Platz                                  | Zweiter Platz                                 | Dritter Platz                                 |
| 8. September 2012 (Sa.)                       | Slalom                                        | Ann-Kathrin Stolz (GER)                       | Ann Krystina Wanzke (GER)                     | Julia Grüning (GER)                           |

### Wertungen
| Rang | Name                       | Punkte |
| ---- | -------------------------- | ------ |
| 01.  | Ann-Kathrin Stolz (GER)    | 505    |
| 02.  | Ann Krystina Wanzke (GER)  | 470    |
| 03.  | Julia Grüning (GER)        | 385    |
| 04.  | Manuela Schmohl (GER)      | 328    |
| 05.  | Alessandra Veit (GER)      | 294    |
| 06.  | Susanne Weber (GER)        | 260    |
| 07.  | Claudia Wittmann (GER)     | 245    |
| 08.  | Jana Börsig (GER)          | 200    |
| 09.  | Gabriela Kudelaskova (CZE) | 191    |
| 10.  | Mona Sing (GER)            | 162    |
| 11.  | Mira Börsig (GER)          | 135    |
| 12.  | Katharina Hoffmann (GER)   | 133    |
| 13.  | Marina Seitz (GER)         | 131    |
| 14.  | Theresa Meyer (GER)        | 106    |
| 15.  | Madara Meldere (LAT)       | 086    |
| 16.  | Lisa Fritz (GER)           | 084    |
| 17.  | Ulrike Bertsch (GER)       | 080    |
| 18.  | Franziska Ries (GER)       | 076    |
| 19.  | Magdalena Gruber (GER)     | 071    |
| 20.  | Kira Bosch (GER)           | 070    |

| Rang | Name                       | Punkte |
| ---- | -------------------------- | ------ |
| 21.  | Lisa Wölffing (GER)        | 064    |
| 22.  | Laura Oberlissen (GER)     | 062    |
| 23.  | Lara Kögel (GER)           | 061    |
| 24.  | Barbora Procházková (CZE)  | 053    |
| 25.  | Nina Heinrich (GER)        | 047    |
| 26.  | Christina Kraus (GER)      | 046    |
| 27.  | Anete Skrastina (LAT)      | 044    |
| 28.  | Lisa Schmidt (GER)         | 039    |
| 29.  | Lisa Stäudinger (GER)      | 037    |
|      | Martina Sulcova (CZE)      | 037    |
| 31.  | Marie-Theres Lehmann (GER) | 036    |
| 32.  | Viktorie Vachalova (CZE)   | 034    |
|      | Alexandra Vogl (GER)       | 034    |
| 34.  | Anna-Lena Rösler (GER)     | 029    |
| 35.  | Leonie Gökeler (GER)       | 028    |
|      | Eva Pospisilova (CZE)      | 028    |
| 37.  | Ieva Meldere (LAT)         | 027    |
| 38.  | Theresa Weber (GER)        | 025    |
| 39.  | Julia Bobinger (GER)       | 020    |
|      | Marta Gara (LAT)           | 020    |

| Rang | Name                          | Punkte |
| ---- | ----------------------------- | ------ |
| 41.  | Michelle Buchholzer (AUT)     | 018    |
| 42.  | Alexa Brust (GER)             | 017    |
|      | Sina Martin (GER)             | 017    |
| 44.  | Maren Motz (GER)              | 014    |
| 45.  | Pia Nuber (GER)               | 012    |
| 46.  | Elea Börsig (GER)             | 010    |
|      | Sigita Lapina (LAT)           | 010    |
|      | Jennifer Martetschläger (GER) | 010    |
|      | Annalena Rettenberger (GER)   | 010    |
| 50.  | Lenka Kesela (SVK)            | 09     |
| 51.  | Corinna Schmidt (GER)         | 08     |
|      | Ann-Kathrin Wolber (GER)      | 08     |
| 53.  | Lisa Hofbauer (GER)           | 07     |
| 54.  | Pavlína Procházková (CZE)     | 06     |
|      | Barbora Sovova (CZE)          | 06     |
| 56.  | Christina Metzner (AUT)       | 05     |
|      | Kathy-Ann Secker (GER)        | 05     |
| 58.  | Anita Englmeier (GER)         | 04     |
|      | Luisa Merk (GER)              | 04     |
| 60.  | Julia Renner (GER)            | 01     |

## Weltcup-Übersicht

### Männer
| 1. Weltcup in Genua, 3. Juni 2012 | 1. Weltcup in Genua, 3. Juni 2012 | 1. Weltcup in Genua, 3. Juni 2012 | 1. Weltcup in Genua, 3. Juni 2012 | 1. Weltcup in Genua, 3. Juni 2012 |
| --------------------------------- | --------------------------------- | --------------------------------- | --------------------------------- | --------------------------------- |
| Datum                             | Disziplin                         | Erster Platz                      | Zweiter Platz                     | Dritter Platz                     |
| 3. Juni 2012 (So.)                | Slalom                            | Adrian Griesser (GER)             | Franz-Josef Meyer (GER)           | Reto Walz (GER)                   |

| 2. Weltcup in Turnov, 17. Juni 2012 | 2. Weltcup in Turnov, 17. Juni 2012 | 2. Weltcup in Turnov, 17. Juni 2012 | 2. Weltcup in Turnov, 17. Juni 2012 | 2. Weltcup in Turnov, 17. Juni 2012 |
| ----------------------------------- | ----------------------------------- | ----------------------------------- | ----------------------------------- | ----------------------------------- |
| Datum                               | Disziplin                           | Erster Platz                        | Zweiter Platz                       | Dritter Platz                       |
| 17. Juni 2012 (So.)                 | Slalom                              | Kristaps Zvejnieks (LAT)            | Manuel-Alessandro Zörlein (GER)     | Benedikt Heudorfer-Merz (GER)       |

| 1. Michael Sandel Weltcup in Degmarn, 1. Juli 2012 | 1. Michael Sandel Weltcup in Degmarn, 1. Juli 2012 | 1. Michael Sandel Weltcup in Degmarn, 1. Juli 2012 | 1. Michael Sandel Weltcup in Degmarn, 1. Juli 2012 | 1. Michael Sandel Weltcup in Degmarn, 1. Juli 2012 |
| -------------------------------------------------- | -------------------------------------------------- | -------------------------------------------------- | -------------------------------------------------- | -------------------------------------------------- |
| Datum                                              | Disziplin                                          | Erster Platz                                       | Zweiter Platz                                      | Dritter Platz                                      |
| 1. Juli 2012 (So.)                                 | Slalom                                             | Andreas Hilble (GER)                               | Jörg Bertsch (GER)                                 | Marco Walz (GER)                                   |

| 4. Weltcup in Sigulda, 15. Juli 2012 | 4. Weltcup in Sigulda, 15. Juli 2012 | 4. Weltcup in Sigulda, 15. Juli 2012 | 4. Weltcup in Sigulda, 15. Juli 2012 | 4. Weltcup in Sigulda, 15. Juli 2012 |
| ------------------------------------ | ------------------------------------ | ------------------------------------ | ------------------------------------ | ------------------------------------ |
| Datum                                | Disziplin                            | Erster Platz                         | Zweiter Platz                        | Dritter Platz                        |
| 15. Juli 2012 (So.)                  | Slalom                               | Marco Walz (GER)                     | Kristaps Zvejnieks (LAT)             | Jörg Bertsch (GER)                   |

| Inline-Alpin-Weltmeisterschaften in Cham, 18. und 19. August 2012 | Inline-Alpin-Weltmeisterschaften in Cham, 18. und 19. August 2012 | Inline-Alpin-Weltmeisterschaften in Cham, 18. und 19. August 2012 | Inline-Alpin-Weltmeisterschaften in Cham, 18. und 19. August 2012 | Inline-Alpin-Weltmeisterschaften in Cham, 18. und 19. August 2012 |
| ----------------------------------------------------------------- | ----------------------------------------------------------------- | ----------------------------------------------------------------- | ----------------------------------------------------------------- | ----------------------------------------------------------------- |
| Datum                                                             | Disziplin                                                         | Erster Platz                                                      | Zweiter Platz                                                     | Dritter Platz                                                     |
| 18. August 2012 (Sa.)                                             | Riesenslalom                                                      | Philipp Jung (GER)                                                | Andreas Hilble (GER)                                              | Georg Meeh (GER)                                                  |
| 19. August 2012 (So.)                                             | Slalom                                                            | Kristaps Zvejnieks (LAT)                                          | Manuel-Alessandro Zörlein (GER)                                   | Sebastian Gruber (GER)                                            |

| 5. Weltcup in Steinenbronn, 8. September 2012 | 5. Weltcup in Steinenbronn, 8. September 2012 | 5. Weltcup in Steinenbronn, 8. September 2012 | 5. Weltcup in Steinenbronn, 8. September 2012 | 5. Weltcup in Steinenbronn, 8. September 2012 |
| --------------------------------------------- | --------------------------------------------- | --------------------------------------------- | --------------------------------------------- | --------------------------------------------- |
| Datum                                         | Disziplin                                     | Erster Platz                                  | Zweiter Platz                                 | Dritter Platz                                 |
| 8. September 2012 (Sa.)                       | Slalom                                        | Marco Walz (GER)                              | Kristaps Zvejnieks (LAT)                      | Franz-Josef Meyer (GER)                       |

### Wertungen
| Rang | Name                            | Punkte |
| ---- | ------------------------------- | ------ |
| 01.  | Kristaps Zvejnieks (LAT)        | 405    |
| 02.  | Marco Walz (GER)                | 366    |
| 03.  | Jörg Bertsch (GER)              | 319    |
| 04.  | Manuel-Alessandro Zörlein (GER) | 300    |
| 05.  | Benedikt Heudorfer-Merz (GER)   | 255    |
| 06.  | Andreas Hilble (GER)            | 238    |
| 07.  | Adrian Griesser (GER)           | 237    |
| 08.  | Sebastian Gruber (GER)          | 223    |
| 09.  | Franz-Josef Meyer (GER)         | 217    |
| 10.  | Maximilian Merz (GER)           | 181    |
| 11.  | Moritz Doms (GER)               | 136    |
| 12.  | Sebastian Schwab (GER)          | 131    |
| 13.  | Reto Walz (GER)                 | 130    |
| 14.  | Philipp Jung (GER)              | 122    |
| 15.  | Patrick Refle (GER)             | 121    |
| 16.  | Ricco Walz (GER)                | 111    |
| 17.  | David Kaderavek (GER)           | 106    |
| 18.  | Georg Meeh (GER)                | 100    |
| 19.  | Petr Brandtner (CZE)            | 082    |
| 20.  | Miks Zvejnieks (LAT)            | 081    |
| 21.  | Lukas Bleicher (GER)            | 068    |
| 22.  | Sven Ortel (GER)                | 067    |
| 23.  | Simon Haseneder (GER)           | 066    |
| 24.  | Stefano Belinghieri (ITA)       | 065    |

| Rang | Name                        | Punkte |
| ---- | --------------------------- | ------ |
| 25.  | Christian Losio (ITA)       | 053    |
| 26.  | Massimiliano Losio (ITA)    | 045    |
|      | Moritz Nörl (GER)           | 045    |
| 28.  | Martin Schmidt (GER)        | 043    |
| 29.  | Johannes Bosch (GER)        | 040    |
| 30.  | Sigi Zistler (GER)          | 038    |
| 31.  | Marco Melzi (ITA)           | 032    |
| 32.  | Noah Sing (GER)             | 030    |
| 33.  | Arne Thiel (GER)            | 027    |
| 34.  | Kai Mehlstäubl (GER)        | 026    |
| 35.  | Dominicus Wiedenmayer (GER) | 025    |
| 36.  | Philipp Steiger (GER)       | 024    |
|      | Davis Zvejnieks (LAT)       | 024    |
| 38.  | Michael Merz (GER)          | 022    |
|      | Carsten Wiesler (GER)       | 022    |
| 40.  | Toms Sarkanis (LAT)         | 020    |
|      | Sebastian Weber (GER)       | 020    |
| 42.  | Armando Pizio (ITA)         | 019    |
| 43.  | Jan Möller (CZE)            | 018    |
| 44.  | Simon Schachtner (GER)      | 017    |
|      | Maximilian Schmidt (GER)    | 017    |
| 46.  | Riccardo Giacomel (ITA)     | 016    |
|      | Cian Lausch (GER)           | 016    |
|      | Maximilian Reitberger (GER) | 016    |

| Rang | Name                     | Punkte |
| ---- | ------------------------ | ------ |
| 49.  | Jonas Börsig (GER)       | 013    |
|      | Maximilian Ziegler (GER) | 013    |
| 51.  | Vojta Prsala (CZE)       | 011    |
|      | Max Schleger (GER)       | 011    |
|      | Klavs Vorslavs (LAT)     | 011    |
| 54.  | Silas Kersenbrock (GER)  | 09     |
|      | Jindrich Novak (CZE)     | 09     |
|      | Kristaps Stefans (LAT)   | 09     |
| 57.  | Maximilian Vogt (GER)    | 08     |
|      | Takanobu Yoshihara (JPN) | 08     |
| 59.  | Dominik Hofer (AUT)      | 07     |
|      | Sebastian Stolz (GER)    | 07     |
| 61.  | Martin Husnik (GER)      | 06     |
|      | Lorenzo Rovelli (ITA)    | 06     |
| 63.  | Jan Kleiner (CZE)        | 05     |
| 64.  | Amir Abo Shawish (GER)   | 04     |
|      | Jan Zabystřan (CZE)      | 04     |
| 66.  | Alexandr Adam (CZE)      | 03     |
|      | Benjamin Secker (GER)    | 03     |
|      | Jürgen Steudle (GER)     | 03     |
| 69.  | Dusan Ambros (SVK)       | 02     |
|      | Guido Lausch (GER)       | 02     |
| 71.  | Simon Jantsch (GER)      | 01     |
|      | Roberto Piantoni (ITA)   | 01     |